# 天然ガス

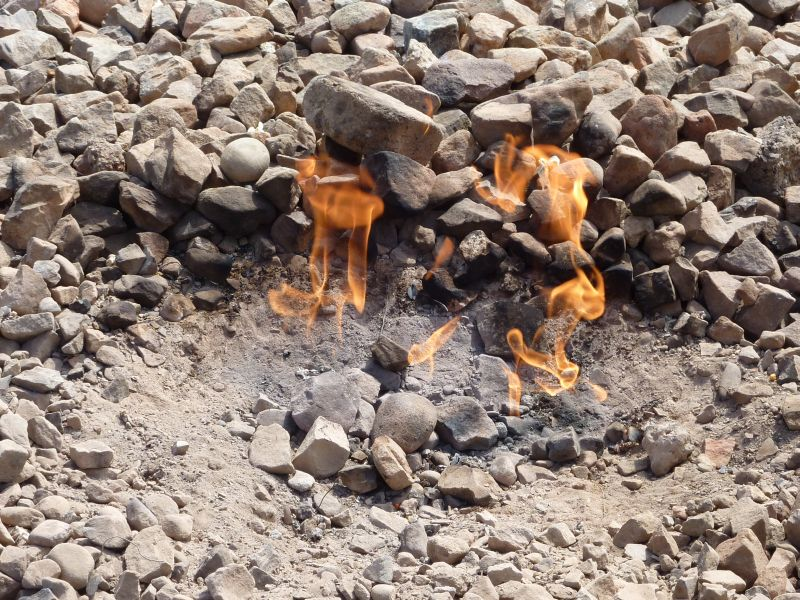
地面から湧き出ている天然ガス

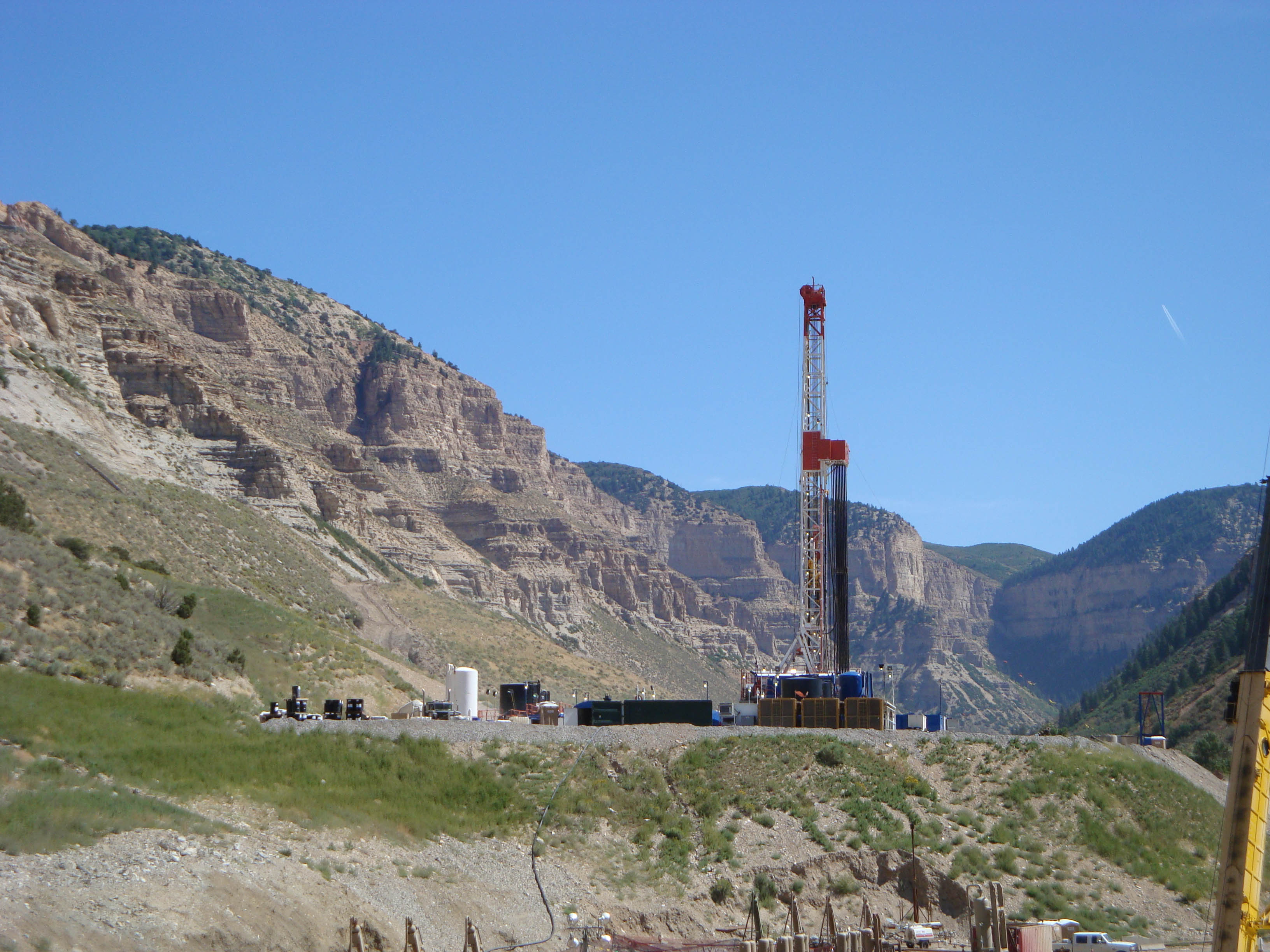
天然ガスの採掘現場

天然ガス（てんねんガス）とは、メタンを主成分とし、エタンやプロパンなどを含む化石燃料の一種。
気体燃料は天然ガス、石炭系ガス（石炭ガス、水性ガス、発生炉ガス、高炉ガスなど）、石油系ガス（オイルガス）に大別される。天然ガスはこれらの中でも代表的な気体燃料で、10～15m3のガスをガソリン捕集装置にかけたとき、1リットル程度のガソリンを採取できるものを湿性ガス（wet gas）、採取できないものを乾性ガス（dry gas）という。

## 用途

### 燃料
燃焼させて調理や暖房、風呂沸かしなどの熱源として使われる。日本では都市ガス用として利用される。
石炭・石油に比べて燃焼させた時に、大気汚染物質（窒素酸化物や硫黄酸化物など）や温室効果ガス（二酸化炭素）の排出が少ないため、火力発電所においても中心的な燃料となっている。
その他、天然ガス自動車や、天然ガス動力船が実用化されている。

### 化学品原料
メタノール、アンモニア、アセチレンなどの製造に使われる。日本国内の天然ガス田では、ヨウ素が重要な副産物として採取されている。

## 取引
日本では需要量に比べて国内産がごく僅かであるため、歴史的にLNG（#液化天然ガス）輸入に依存してきた。1969年のアラスカからの輸入を皮切りに、東南アジア（ブルネイ、マレーシア、インドネシア）、オーストラリア、中東（アブダビ、カタール、オマーン）、ロシア（サハリン）、米国などから輸入している。導入当時の火力発電の主力燃料が原油や重油であったことから、経済性比較が容易となるように原油に連動した価格で取引された。また、契約期間は10年以上の長期で、仕向け地も制限される契約条件が一般であった。これは、長期安定的に燃料を確保したい需要家側の事情のみならず、LNG生産者側の事情も要因となる。
新規LNG生産プロジェクトの立ち上げに際しては、ガス田開発、LNG生産設備建設、LNGタンカー建造等の多額の投資を必要とし、長期での投資回収が必要となる。この為、生産者側は長期販売をすることで一定の収益を確保し、投資決定を行うことが望ましかった。更にプロジェクト・ファイナンスを組成する為にも長期安定収益確保は必要であったという背景もある。この為、転売を認めるとLNGタンカーの航海日数が変動し、デリバリー計画に影響を及ぼしかねないことから、転売が認められない条件が一般的であった。
2010年以降になると、スポット取引が行われるようになった。更にシェール革命を起因として米国で多くのLNGプロジェクトが立ち上がり、地理的に欧州、アジアのいずれにも届け得ることから、LNGの仕向け地を変更することが一般的となり始めた。また、日本の公正取引委員会がLNGの仕向け地が変更できないことを問題視し、調査を実施したことも仕向け地変更可能な契約条件を促す動きにつながっている。
東京商品取引所などが設立した「JAPAN OTC EXCHANGE株式会社」では、LNGの店頭取引が行われていた。その後2022年4月、東京商品取引所においてLNGの先物の取引が開始された。但し、2024年時点ではこれらの市場での取引は極めて少なく、先物取引の大半はOTCやICEでの取引である。
また、天然ガスの輸出国から輸入先へのパイプライン敷設ルートの選定や、供給量・価格のコンロールには、外交・地政学的な要因が絡むことも多い。

## 天然ガス
地下から産出する状態の「天然ガス」について以下に述べる。液化したものは後半部の「#液化天然ガス」を参照のこと。

### 起源
天然ガスの起源は炭素の同位体比(13C/14C)、ヘリウムの同位体比(3He/4He)、窒素(N)・アルゴン(Ar)比などを分析することで判別できると考えられており、成因は下記のように大別される。なお、分類に関しては諸説あり、「生物起源ガス」と「非生物起源ガス」に分類する考え方などもある。
有機成因
熱分解性ガス
堆積物中の有機物（原油、石炭、泥質堆積物中に含まれる有機溶媒に溶けない有機物）の熱分解を起源とする。
別名：ウェットガス。
エタン・プロパン・ブタン・ペンタンを多く含有する。
バクテリアガス
石炭、堆積物中の有機物の低温での生物分解による。名前とは裏腹に直接メタン生成を行うのはバクテリアではなく古細菌である。
別名：ドライガス。
メタンを主成分とし、他の成分は少ない。有機物を分解するメタン菌によるCO2還元反応が起源である。
無機成因
流紋岩等の火山岩体や海底枕状溶岩中に存在し、マントル中の無機炭素を起源とする。

### 組成
天然ガスにはメタン・エタン・プロパン・ブタン、そしてペンタン以上の炭素化合物が含まれ（天然ガスコンデンセート）、産出する場所によってその割合は少しずつ異なる。
| 産地                 | メタン | エタン | プロパン | ブタン | ペンタン | 窒素 |
| -------------------- | ------ | ------ | -------- | ------ | -------- | ---- |
| ケナイ（アラスカ）   | 99.81  | 0.07   | 0.00     | 0.00   | 0.00     | 0.12 |
| ルムート（ブルネイ） | 89.83  | 5.89   | 2.92     | 1.30   | 0.04     | 0.02 |
| ダス（アブダビ）     | 82.07  | 15.86  | 1.86     | 0.13   | 0.00     | 0.05 |

天然ガスに含まれる主な不純物として、水・窒素・二酸化炭素・硫黄酸化物・硫化水素・水銀などを含む。例外的に北アメリカ産・アルジェリア産の天然ガスには 1 - 7 mol/100molものヘリウムが含まれており、世界の数少ないヘリウムの供給源となっている。

### 特性
揮発性が高く、常温では急速に蒸発する性質を持つ。主成分のメタンやエタンが空気よりも軽いため、大気中に拡散しやすい。この点では、常温で空気より重く低い場所に滞留しやすいプロパンやブタンガスに比べれば、人が扱う上での危険性は低い。またプロパンと同様、メタンやエタンも無臭であり、不純物を取り除いた天然ガスもまた無臭である。しかし無臭のまま天然ガスを用いることはガス漏れの際に気が付かず爆発の直接的な原因となりうる。このためコスト面の問題や燃焼生成物による影響を忌避するために着臭剤を添加しない工業用原料を除き、天然ガスを燃料用ガスとして一般に提供する場合は有機硫黄化合物をはじめとした悪臭成分を意図的に混入（付臭）させ、ガス漏れを人間の嗅覚により察知しやすくしている。

### 物性
天然ガスに含まれる主な物性を以下に示す。
| 名称                          | メタン | エタン | プロパン | ブタン (ノルマル/イソ) |
| ----------------------------- | ------ | ------ | -------- | ---------------------- |
| 分子式                        | CH4    | C2H6   | C3H8     | C4H10                  |
| 分子量                        | 16.04  | 30.07  | 44.09    | 58.12                  |
| 沸点(℃)                       | -161.5 | -88.7  | -42.2    | -0.5/-11.7             |
| 臨界温度(℃)                   | -82.6  | 32.2   | 96.7     | 152/135                |
| 臨界圧力                      | 45.4   | 48.8   | 42       | 37.5/36                |
| 比重 液体（沸点、1気圧）      | 0.425  | 0.546  | 0.580    | 0.605/0.590            |
| 比重 気体（0℃、1気圧）        | 0.554  | 1.047  | 1.522    | 2.006                  |
| 燃焼範囲 上限 （空気中容積%） | 15.0   | 12.5   | 9.5      | 8.4                    |
| 燃焼範囲 下限 （空気中容積%） | 5.5    | 3.0    | 2.2      | 1.8                    |
| 気体/液体容積比 （0℃、1気圧） | 595    | 432    | 292      | 277/231                |
| 毒性                          | なし   | なし   | なし     | なし                   |
| 腐蝕性                        | なし   | なし   | なし     | なし                   |

常圧下でのメタンの沸点は-161.5℃であり、LNGの沸点は-160℃程度になる。このため常圧下で液化するには極低温が必要になる。また、加圧して沸点を上昇させたとしても、臨界温度は-82.6℃であり、この温度以上ではいくら加圧しても液化はしない。

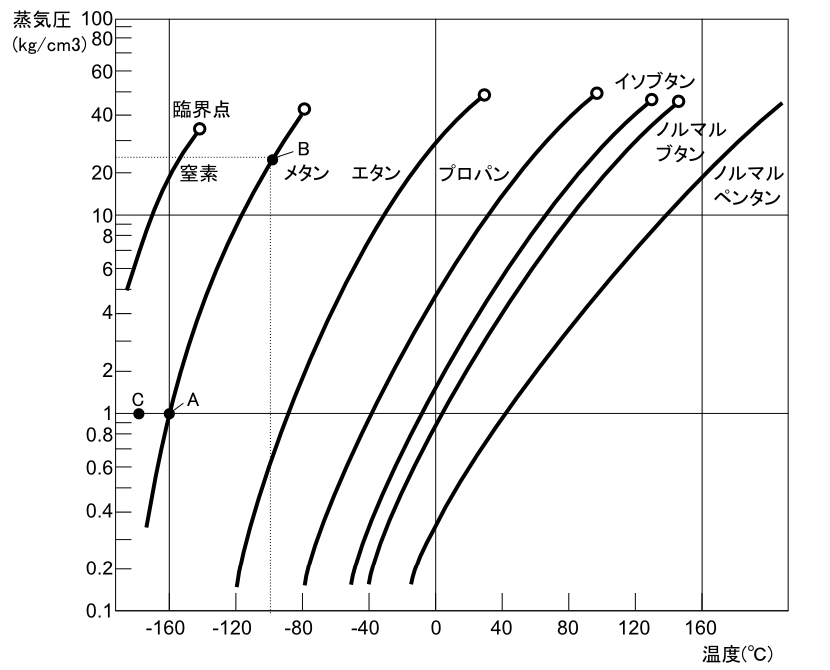
液化ガス蒸気圧曲線

メタンの液体での比重は0.43であり、LNGになると他の成分の割合に応じて0.43 - 0.48になる。原油の比重約0.85と比べても液体メタンはかなり軽いため、運搬時には重量に比べて大きな体積を必要とする。
気体のメタンは空気と比べて約55%の比重でありかなり軽いが、気体でも低温の状態では-113℃で空気と同じ重さとなり、それ以下の温度では空気より重くなる。
事故などにより極低温状態のメタンが漏れて-161.5℃以上で気体になると空気の1.4倍程度の重さとなりまず地上に漂うことになる。このガスと周囲の空気との境界で空中の水分を凍らせ白い雲を作る。これが蒸気雲（ベイパークラウド）と呼ばれ、透明なガスが間接的に人の目に触れることになる。この状態においては、爆発的な燃焼や凍傷、窒息の危険がある。しばらくは地上に留まった低温メタンガスも、温度が-131℃を超えると空気よりも軽くなり、空中へと上昇・拡散していく。
5%-15%の燃焼範囲は、他の可燃性ガスと比べれば比較的狭いため、爆発の危険性は低いと言える。気体のメタンが液体になると体積は約1⁄600になるため、運搬には適している。
燃焼による発熱量は13,300kcal/kgで、炭化水素中では最大である。これは5,000-7,000の石炭や9,250の石油よりも大きい。メタンもLNGも共に人体への毒性はない。

### 分類
天然ガスの名称は、産出場所および精製方法によって変わる。
| 産出場所                           | 産出場所に対する呼称                           | 詳細説明 |
| ---------------------------------- | ---------------------------------------------- | --- |
| 油田地帯                           | 「油田ガス」・「石油系天然ガス」・「湿性ガス」 | 10-15m3のガスから1リットル程度のガソリンが採取できるため「湿性ガス」とも呼ばれ、幅広い組成を持つこのガスは中東などでは従来はすぐにガスフレアによって廃棄されていたものだが、現在はこれも液化によって回収されている。この湿性ガスはメタン成分が多ければ液化されて油田由来のLNGとなり、少ない時はLPGの原料となる石油ガスであり液化されてLPGとなる。このような天然ガス鉱床は油溶解性ガス鉱床と呼ばれる。 |
| 炭田地帯                           | 「炭田ガス」・「炭層ガス」                     | |
| 遊離型ガス鉱床                     | 「水溶性ガス」                                 | |
| ガス田                             | 「乾性ガス」                                   | メタンが85%-95%と主体を占めその他のエタン、プロパン、ブタンなどは比較的少ない。ガス田ガスは液化されてガス田由来のLNGとなる。このような天然ガス鉱床は遊離性ガス鉱床と呼ばれる。メタンハイドレート参照。 |
| 原油の精製プラントから生まれるガス | 「炭田ガス」・「炭層ガス」・「精製ガス」       | 液化されてLPGとなる。 |

### 環境への影響
燃焼したときの二酸化炭素排出量は、カロリー当りで石油より少ない。ただし、主成分であるメタンの地球温暖化係数は「21」と大きいため、大気への放出は避ける必要がある。
ただしメタンは大気中の寿命が約12年(時定数)で排出量の63.2%は分解され、分解量を超過する分が濃度上昇に反映される。このため、排出削減をすれば大気濃度がすぐに減少する。
大気中に放出されたメタンは、対流圏や成層圏で形成されるヒドロキシルラジカル（OH−）による酸化によって、最終的に二酸化炭素と水に分解される。全体の化学反応は、CH4 + 2O2 → CO2 + 2H2O である。 大気中のメタンの寿命は二酸化炭素と比べると比較的短く、半減期は約7年である。しかし、メタンは大気中で熱を閉じ込める効率が高いため、メタンの温室効果は20年のスパンで二酸化炭素の84倍、100年のスパンでは28倍である。したがって、短期的な観点からはメタンの強力な放射強制力のため、また、長期的な観点からは二酸化炭素の継続的影響のため、天然ガスは強力な温室効果ガスとなる。

### 採ガス井
天然ガスを採掘するガス用の井戸を「採ガス井」と呼び、液体の原油を生産する「油井」「油生産井」「採油井」と区別される。採ガス井は一般に原油用の井戸に比べてクリスマスツリーなど、使用される機器類の耐圧が高く設計されているために、大きくなる傾向がある。これは、天然ガスの存在する地層が油田に比べて深く、また、液体と気体では地下の高圧力環境から地上にまで持ち上げられた時の圧力が大きく異なるためでもある。

### 生産工程
分離工程1
採ガス井で地表へと取り出されたものにはガス・油・水などが混ざっているため、まず、ガス原油セパレータに送られて、ガス、原油が分離される。ガス原油セパレータは単純に重さの違いによって分けるものである。
分離工程2
ガス原油セパレータで分離されなかった油分は、コンデンセート ・セパレータで分離される。コンデンセートはLPGや石油化学の原料として扱われる。残った水は環境汚染物質を除いた後に多くが地下へ圧入される。ガス成分だけが次の工程に送られる。
脱湿処理工程
グリコール・デハイドレータで、ガス成分にグリコールを接触させて残った水の成分である湿気を除去する。
不純物除去工程
重質炭化水素、硫黄、硫化水素、二酸化炭素、水銀を除去する。硫化水素（H2S）や二酸化炭素（CO2）はアミン溶液を使って、水銀は活性炭によって除去される。ハイドレートは配管を詰まらせる原因となり、硫化物は配管を含むあらゆる下流工程での処理装置を腐蝕させるため、硫化水素では4ppm以下、二酸化炭素では100ppm以下、水は1ppm以下にまで除去される。最終製品となった時の公害防止にも役立つ。
ヘリウムが多く含まれる（0.4%以上程度の）ガスでは、この工程で分離される。産出されるガス成分や下流工程での要求性状の違いによって処理内容が変わってくる。
冷凍工程
LNGとして流通させる場合には-162℃以下に冷却して液化してから製品として出荷する。パイプラインによる出荷では、気体のままで製品化される。
2007年12月の世界の液化天然ガスの生産設備は15ヶ国に79トレインが稼動していて、総生産設備能力は年間18,930万トンであった。2006年に世界一のLNG輸出国となったカタールでは、1トレインで年間780万トンという巨大液化プラントを複数建設中である。

### 生産量
2006年の世界の天然ガス生産量は28,700億m3であった。
- ロシア：6,120億m3
- 米国：5,240億m3
- その他：17,340億m3

2006年の世界の天然ガス貿易量は7,480億m3であった。
- パイプライン：5,370億m3
- タンカー：2,110億m3[22]

### 地下貯蔵
天然ガスは原油と異なり、地上で大量に貯蔵するには極低温状態のLNGとする他にはあまり良い方法が無く、LNGでは施設や冷却の維持などにコストがかかる。このため、多くの国では一度地上に取り出した天然ガスを別の地下ガス層へと再び圧入する事で地下に貯蔵する方法を採用している。欧米では600ヶ所以上存在し、日本でも数ヶ所が稼動している。地下貯蔵に使用されるガス層にはその上部がキャップロックと呼ばれる浸透性の無い緻密な地層で覆われていなければならない。冬季の需要期に備えて、夏季に貯蔵しておいたり、パイプラインの事故に備えるなどがその目的である。

### 埋蔵量
2016年末の世界の天然ガスの確認可採埋蔵量は約187兆立方メートルといわれており、地域別には中東が一番多く、ヨーロッパ及び旧ソ連、アジア太平洋地域などがそれに続く。なお東京ガスは輸入する天然ガスの大半をマレーシア、オーストラリアから輸入している。今後採鉱が盛んになることで、確認可採埋蔵量の増加が期待されている。BP統計2016年版では確認可採埋蔵量は約190兆立方メートルという報告がなされた（可採年数は53年）。
日本の主なガス田は以下である。
- 勇払ガス田
- 南長岡ガス田
- 片貝ガス田
- 南関東ガス田

日本では、関東地方だけでも埋蔵量は4千億立方メートル以上あると推定され、埼玉・東京・神奈川・茨城・千葉の一都四県にまたがる地域で南関東ガス田を形成している。しかし、東京の直下にあるため多くの地域で採掘は厳しく規制されており、房総半島でわずかに採掘されているのみである。東京都や千葉県では、南関東ガス田から自然放出される天然ガスによる事故がたびたび起きている。
日本の東部南海トラフにはメタンハイドレートが約40兆立方フィートあると推定されている。深海底に存在するメタンハイドレートは、採掘技術が確立されていないため、2008年現時点では未利用資源に留まっている。このため、今日の日本では原油同様に可採埋蔵量としてはごく限られているのが実情である。

### 紛争
各国で天然ガス資源の使用や開発をめぐる紛争がある。
- インドネシア： アチェ（アチェ独立運動）
- イエメン、エリトリア： ハニーシュ群島紛争
- ボリビア国内： ボリビアガス紛争
- 日本、中華人民共和国： 東シナ海ガス田問題
- ロシア、ウクライナ： ロシア・ウクライナガス紛争
- 東南アジア、中華人民共和国： 南シナ海ガス田問題

## 液化天然ガス
液化天然ガス（えきかてんねんガス、LNG（Liquefied Natural Gas））は、気体である天然ガスを-162℃以下に冷却して液体にしたものである。体積は気体の約1⁄600となるため、輸送・貯蔵を目的として液化される。

### 液化
天然ガスは主成分であるメタンの他にもエタン、プロパン、ブタンなどのガスが含まれているが、LNGへの液化の過程でこれらのガスも同時に液化されるため、LNGも元となる天然ガスの産地によってこれら炭化水素の構成比に違いがある。LNGの液化の初期段階過程では、水和物を作ってパイプを閉塞させる炭酸ガスや、プラントを腐蝕する硫黄酸化物などの不純物が除去されるため、LNGは人体にとって無害となる。
液化には「C3-MCR」「TEALARC」「PRICO」「CASCADE」の4つの方式が存在する。CASCADE では冷媒にメタン、エチレン、プロパンの純成分を個別に3段階で使用しており、他の3方式は窒素、メタン、エタン、プロパンを混合して使用している。液化プラントで使用されているのは C3-MCR 方式が多い。
一般的なガス田の液化施設は、多くの生産地に近接した場所に設置されるが、海上ガス田の場合には浮体構造の洋上液化設備（FLNG）や積み出し用保管設備等が設置される場合がある。2013年に進水したロイヤル・ダッチ・シェルの船型構造物（自力航行装備を持たない）は、排水トン数は60万トン以上と世界最大級の空母6隻分に相当する巨大なものとなった。

### 輸送

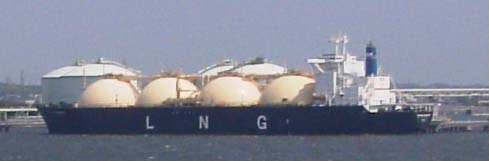
モス方式のLNGタンクを持つLNGタンカー

天然ガスの大量輸送方法は二つある。一つがパイプラインによる気体つまりCNGでの輸送で、1930年代頃にアメリカで始まった。現在ではロシア連邦や北アフリカからヨーロッパ諸国へのLNG輸出のほか、中央アジア、中東、中華人民共和国などで使用されている。
もう一つがLNGタンカーによるLNG輸送で、中東、オーストラリア、東南アジア、アフリカ、ロシア、米州等の産地からアジア、欧州等の需要国への海上輸送に多用されている。日本の場合、タンカーで搬入されたLNGは、港湾部を起点とするパイプラインで火力発電所や都市ガス事業者に送られる。
世界初のLNG船舶による国際輸送は、1959年1月25日米国ルイジアナ州から英国キャンヴェイ・アイランド向けの"Methane Pioneer"によるものだった。この船は元々海軍用の船舶を改造したもので、2000トンのLNGを輸送した。LNG船の海難事故は極めて少なく、大規模なガス爆発やガス漏洩を含む環境破壊事故は一度も発生していない。また、メタンハイドレートにして輸送する方法が開発中である。実現した場合はLNGに比べ温度が高くても体積を減らすことができ、輸送効率の向上が見込める。更に、原産地でGTL法によってメタノール等の液体に変換して輸送する方法も実用化段階にある。
パイプラインや都市ガス配管が直結していない需要者に対しては、天然ガスをタンクローリーや鉄道コンテナに積み替えて運ぶ。鉄道によるLNG輸送は、日本の石油資源開発株式会社が2000年に新潟県で始めたのが世界初とされており、海外へのノウハウ販売を計画している。

### 設備
LNGを利用するためには、上流のガス井に始まり、パイプライン、液化プラント、LNGタンカー、受け入れ基地、再ガス化設備、下流での輸送網に至るまで、「LNGヴァリュー・チェーン」と呼ばれる一連の設備が必要である。
LNG受入れ基地・再ガス化設備（ターミナル）
LNG受入れ基地は、LNG船舶を受け入れる桟橋が必要であることと、海水によってLNGを暖めることで、再ガス化プロセスつまり気体に戻す作業を行う場合が多いことから、そのほとんどが海に面している。世界初のLNG受入れ基地は英国キャンヴィー・アイランドにおけるもので、アメリカ合衆国やアルジェリアからのLNGを輸入する拠点だった。2013年にシンガポールのジュロン島で稼動したLNG受入れ基地は、受入れ設備と再輸出設備を兼ね備えた世界初のターミナルである。
冷熱利用は再ガス化の際の気化熱を冷熱源とする施設を設置し、冷熱エネルギーの利用効率を高めることである。東京ガス根岸工場では、冷熱発電、マグロの冷凍倉庫、空気分離装置、液化炭酸ガスの製造設備が隣接しており、熱交換の効率化に活用している。阪神港泉北コンビナートでは、キンレイ（かつては大阪ガス傘下）の冷凍うどん製造工場や業務用冷凍庫などの他に、大阪府立臨海スポーツセンターのスケートリンクなどが存在する。こうした冷熱利用により、LNG事業者は再ガス化にかけるコスト、関連事業者は製造コストの削減が可能になっており、結果として電力使用を抑え省エネに繋げている。

### 用途
- 原料 - 都市ガス、化学工業
- 燃料 - 火力発電所

日本国内では都市ガス用と火力発電用の比率は約35:65である。
都市ガス
日本での天然ガス利用は、関東では東京ガスが東京電力と共同で、横浜市磯子区根岸に日本初のLNG基地を建設したことから始まった。1969年（昭和44年）11月にアラスカから初めてのLNGタンカーが入港し、1970年（昭和45年）より東京電力南横浜火力発電所へ燃料として供給するとともに、東京ガスは1972年（昭和47年）から1988年（昭和63年）までの16年間で石油系ガス(6B)からの転換を完了した。関西では、大阪ガスが1969年（昭和44年）に導入を決定し、1975年（昭和50年）から1990年（平成2年）までの16年間で石炭改質系からの転換を完了した。あわせて堺泉北港に天然ガスコンビナートを形成した。これは、都市ガス12A・13Aと呼ばれる。
火力発電
火力発電用燃料としては、東京電力南横浜火力発電所が世界初のLNG専焼火力として建設された。以降、発電用燃料として多く使用されるようになり、高出力のガスタービンを用いた発電所が全国に建設された。特に、東京電力は近年韓国ガス公社（KOGAS）に抜かれるまで世界最大のLNG輸入者であった。中国では、石炭火力発電への依存度を下げ、有害物質排出を抑えるための環境対策として、天然ガスの輸入を増やし、2016年以降に新設する大部分の発電所をガス火力に切り替える方針である。
一方、LNGは長期保存できないこと、急な調達ができないことなどから火力発電所の燃料としてはぜい弱な面を持つ。2020年末から2021年初頭にかけて日本に寒波が襲来、電力需要が急増したが、電力各社は発電量に見合うLNGの調達ができずに大混乱となった。結果的にLNGの調達価格が2020年4月時点と比べて7倍前後に上昇する事象も見られた。同様の例は、同じ年にアメリカでも発生し、大寒波に襲われたテキサス州では現物価格が瞬間的に通常時の100倍まで高騰する現象が見られた。
川崎重工業は「発電船」と呼ばれる船舶を開発している。これは、港に係留した状態でLNGを燃やして発電し、陸上へ送電できる機能を持った船である。

### 事故
大量のLNGが漏洩する事故が起きた場合、液化のために-162℃以下の超低温状態にされた天然ガスは、-113℃以上に暖められるまでは空気よりも重いため、極低温のガスが地上に滞留する。LNGタンクが作られた初期の1944年10月20日、アメリカ合衆国のオハイオ州クリーブランドで起きたLNG漏洩事故では、防液堤を備えなかったために大量のLNGが市中に広がり、下水溝内で爆発・燃焼するなど、死者128人を出した。この大事故を教訓に、現在ではLNGタンクの周りは防液堤で囲われており、万一漏洩事故が発生しても周辺被害はそれほど拡大しないと期待されている。

### LNG受け入れ基地
日本国内の基地について記載する。
| 基地名称                    | 所在地         | 所有者                                        | LNGタンク (単位:万kl) | 年間取扱量 (単位:万ton) | 稼働年月   |
| --------------------------- | -------------- | --------------------------------------------- | --------------------- | ----------------------- | ---------- |
| 南横浜火力発電所根岸LNG基地 | 横浜市磯子区   | JERA、東京ガス                                | 118                   | 380                     | 1966年10月 |
| 泉北製造所第一工場          | 堺市西区       | 大阪ガス                                      | 253                   | 675                     | 1972年12月 |
| 泉北製造所第二工場          | 高石市         | 大阪ガス                                      | 253                   | 675                     | 1977年8月  |
| 姫路製造所                  | 姫路市         | 大阪ガス                                      | 253                   | 675                     | 1984年3月  |
| 袖ケ浦LNG基地               | 袖ケ浦市       | JERA、東京ガス                                | 254                   | 939                     | 1973年10月 |
| 戸畑基地                    | 北九州市戸畑区 | 北九州LNG                                     | 48                    | 111                     | 1977年9月  |
| 知多LNG共同基地             | 知多市         | JERA、東邦ガス                                | 172                   | 786                     | 1977年9月  |
| 知多LNG事業所               | 知多市         | 知多LNG                                       | 172                   | 786                     | 1983年5月  |
| 知多緑浜工場                | 知多市         | 東邦ガス                                      | 172                   | 786                     | 2001年11月 |
| 四日市工場                  | 四日市市       | 東邦ガス                                      | 172                   | 786                     | 1991年10月 |
| 姫路LNG基地                 | 姫路市飾磨区   | 関西電力                                      | 108                   | 754                     | 1979年6月  |
| 堺LNGセンター               | 堺市西区       | 堺LNG                                         | 108                   | 754                     | 2006年1月  |
| 新潟基地                    | 北蒲原郡       | 日本海LNG                                     | 72                    | 358                     | 1984年1月  |
| 東扇島火力発電所            | 川崎市川崎区   | JERA                                          | 54                    | 744                     | 1984年1月  |
| 富津火力発電所              | 富津市         | JERA                                          | 136                   | 969                     | 1986年11月 |
| 四日市LNGセンター           | 四日市市       | JERA                                          | 32                    | 122                     | 1988年2月  |
| 大分LNG基地                 | 大分市         | 大分LNG                                       | 46                    | 171                     | 1990年10月 |
| 柳井発電所                  | 柳井市         | 中国電力                                      | 48                    | 146                     | 1990年11月 |
| 廿日市工場                  | 廿日市市       | 広島ガス                                      | 17                    | 42                      | 1996年3月  |
| 鹿児島工場                  | 鹿児島市       | 日本ガス                                      | 9                     | 14                      | 1996年4月  |
| 清水LNG袖師基地             | 静岡市清水区   | 清水LNG                                       | 34                    | 119                     | 1996年7月  |
| 港工場                      | 仙台市宮城野区 | 仙台市ガス局                                  | 8                     | 16                      | 1997年6月  |
| 川越火力発電所              | 三重郡         | JERA                                          | 84                    | 350                     | 1997年6月  |
| 扇島LNG基地                 | 横浜市鶴見区   | 東京ガス                                      | 85                    | 非公開                  | 1998年10月 |
| 長崎工場                    | 長崎市         | 西部ガス                                      | 4                     | 4                       | 2003年9月  |
| 水島LNG基地                 | 倉敷市         | 水島LNG                                       | 32                    | 101                     | 2006年4月  |
| 坂出LNG基地                 | 坂出市         | 坂出LNG                                       | 18                    | 35                      | 2010年3月  |
| 上越火力発電所              | 上越市         | JERA                                          | 54                    | 205                     | 2012年7月  |
| 石狩LNG基地                 | 石狩市         | 北海道ガス、北海道LNG 北海道電力、石狩LNG桟橋 | 61                    | 66                      | 2012年11月 |
| 吉の浦火力発電所            | 中頭郡         | 沖縄電力                                      | 28                    | 27                      | 2012年11月 |
| 直江津LNG基地               | 上越市         | 国際石油開発帝石                              | 36                    | 40                      | 2013年12月 |
| ひびきLNG基地               | 北九州市若松区 | ひびきLNG                                     | 36                    | 66                      | 2014年11月 |
| 八戸LNGターミナル           | 八戸市         | JXTGエネルギー                                | 28                    | 39                      | 2015年4月  |
| 新仙台火力発電所            | 仙台市宮城野区 | 東北電力                                      | 32                    | 88                      | 2015年12月 |
| 日立LNG基地                 | 日立市         | 東京ガス                                      | 23                    | 71                      | 2016年3月  |
| 相馬LNG基地                 | 相馬郡         | 石油資源開発、福島ガス発電                    | 46                    | 未定                    | 2018年3月  |
| 富山新港火力発電所          | 射水市         | 北陸電力                                      | 18                    | 38                      | 2018年11月 |

| 基地名称          | 所在地   | 所有者         | LNGタンク (単位:万kl) | 年間取扱量 (単位:万ton) | 稼働年月   |
| ----------------- | -------- | -------------- | --------------------- | ----------------------- | ---------- |
| 高松工場          | 高松市   | 四国ガス       | 1.0                   | 7                       | 2003年8月  |
| 函館みなと工場    | 函館市   | 北海道ガス     | 0.7                   | 4                       | 2006年2月  |
| 松山工場          | 松山市   | 四国ガス       | 1.0                   | 6                       | 2008年11月 |
| 勇払LNG受入基地   | 苫小牧市 | 石油資源開発   | 0.7                   | 非公開                  | 2011年10月 |
| 釧路LNGターミナル | 釧路市   | JXTGエネルギー | 1.0                   | 4                       | 2015年4月  |
| 秋田LNG基地       | 秋田市   | 東部ガス       | 1.2                   | 2                       | 2015年12月 |
| 徳島工場          | 徳島市   | 四国ガス       | 0.7                   | 未定                    | 2018年12月 |

### LNG発電船
島々によって構成される国や地域には、大規模な発電基地を建設することが困難な場合もある。そのため、ディーゼル発電などが主になるが環境や費用の高さが問題となる。これを解消するため、LNG発電船から電力を供給する方法が開発されている。

## 圧縮天然ガス
圧縮天然ガス（あっしゅくてんねんガス、CNG）は、高い圧力で圧縮された天然ガスのことである。燃焼させた時に発生する排気ガスが比較的良いので、自動車の燃料として注目を浴びるようになった。天然ガスに仮にオクタン価を付ければ135になる。